# Ordenspoliti
|  | Sammenskrivningsforslag Artiklerne Politiet, Ordenspoliti er foreslået sammenskrevet. (Siden 2011) Diskutér forslaget |

Ordenspolitiet betegner den del af politiet som sikrer ro og orden i praksis. 
Ordenspolitiet er engageret i et bredt udvalg af politiopgaver og benytter mange forskellige metoder, men kendes mest i offentligheden for deres daglige patruljering eller når større politienheder indsættes ved særlige lejligheder såsom demonstrationer, optøjer og uro. Ordenspolitiet hjælper også borgere og myndigheder i forbindelse med bl.a. forsvundne personer, dødfundne, tvangsindlæggelser, husspektakler og fogedsager, samt modtagelse af anmeldelser om lovovertrædelser og ulykker. De arbejder herudover med den lettere del af efterforskninger, hvorimod Kriminalpolitiet tager sig af den tungere del.
Mange politikredse i Danmark har oprettet særlige afsnit med personale fra både ordens- og kriminalpolitiet. Disse afsnit beskæftiger sig med kriminalitetsforebyggende arbejde (SSP-samarbejde), bl.a. ved foredrag på skoler og i ungdomsklubber, med bekæmpelse af vold, narkokriminalitet eller tyveri.
Mange politikredse har oprettet en lokal uropatrulje, et nærpoliti, og har kredsen en vis størrelse tillige landpoliti. Nogle kredse kan derudover have en færdsels- og hundeafdeling.
Nogle afdelinger af ordenspolitiet er landsdækkende og hører pt. under Rigspolitiet. Det gælder f.eks. færdselspolitiet (Rigspolitiets Færdselsafdeling) og hundeafdelingen (Rigspolitiets hundeafdeling).